# Fioltjärnen, Hälsingland
Fioltjärnen är en sjö i Ljusdals kommun i Hälsingland och ingår i Ljusnans huvudavrinningsområde.